# Stelis bengala
Stelis bengala är en biart som beskrevs av Warncke 1992. Stelis bengala ingår i släktet pansarbin, och familjen buksamlarbin. Inga underarter finns listade i Catalogue of Life.